# Josep Maria Pujol i Gorné
Josep Maria Pujol i Gorné (Mollerussa, Pla d'Urgell, 1941) és un arquitecte tècnic i empresari català.
És president del grup Prefabricats Pujol, fundat el 1942 pel seu pare Miquel Pujol i Oliva i que aplega més de 30 empreses de construcció amb centre a Mollerussa. Ha estat president del Consell Social de la Universitat de Lleida de 1999 a 2008 i és membre de la Fundació Lleida Solidària impulsada pel Col·legi d'Aparelladors i Arquitectes Tècnics de Lleida. El 2009 va rebre la Creu de Sant Jordi de la Generalitat de Catalunya. També és president de la Fundació del Centre d'Iniciatives Solidàries Ángel Olaran.